# Oleksandrivka, Solone
Oleksandrivka (în ucraineană Олександрівка) este un sat în comuna Dzerjînivka din raionul Solone, regiunea Dnipropetrovsk, Ucraina.

## Demografie
Componența lingvistică a localității Oleksandrivka
     Ucraineană (86,21%)
     Rusă (13,79%)
Conform recensământului din 2001, majoritatea populației localității Oleksandrivka era vorbitoare de ucraineană (86,21%), existând în minoritate și vorbitori de rusă (13,79%).